# John D'Leo
John D'Leo (Contea di Monmouth, 31 agosto 1995) è un attore statunitense.

## Biografia
È l'ultimo di tre fratelli. Ha iniziato a recitare a 12 anni in televisione ma è anche noto come attore cinematografico; il suo ruolo principale è quello del film Cose nostre - Malavita in cui interpreta il figlio di Robert De Niro e Michelle Pfeiffer.

## Filmografia parziale
- Cose nostre - Malavita (The Family), regia di Luc Besson (2013)
- Unbroken, regia di Angelina Jolie (2014)
- Lost Cat Corona, regia di Anthony Tarsitano (2017)
- The Crossing - serie TV, 12 episodi (2018-in corso)